# Mesocyclops tinctus
Mesocyclops tinctus is een eenoogkreeftjessoort uit de familie van de Cyclopidae. De wetenschappelijke naam van de soort is voor het eerst geldig gepubliceerd in 1936 door Lindberg.